# Slalom speciale
Lo slalom speciale, comunemente chiamato solo slalom e più raramente speciale o obbligata, è una delle discipline dello sci alpino. Si tratta di una gara in cui gli sciatori sono tenuti a passare attraverso una serie di porte costituite da sottili pali piantati verticalmente nella neve. Fino a qualche anno fa i pali erano rigidi e dotati di bandierine triangolari dello stesso colore rosso o blu del palo; se lo sciatore toccava il palo questo si spostava e doveva essere raddrizzato dagli addetti sul percorso. Per questo negli ultimi anni i pali sono snodati alla base in modo da ritornare verticali se toccati, inoltre sono state eliminate le bandierine. La velocità massima raggiunta è intorno ai 60 km/h. Assieme allo slalom gigante fa parte delle discipline tecniche dello sci alpino, contrapposte alle discipline veloci (discesa libera e supergigante).

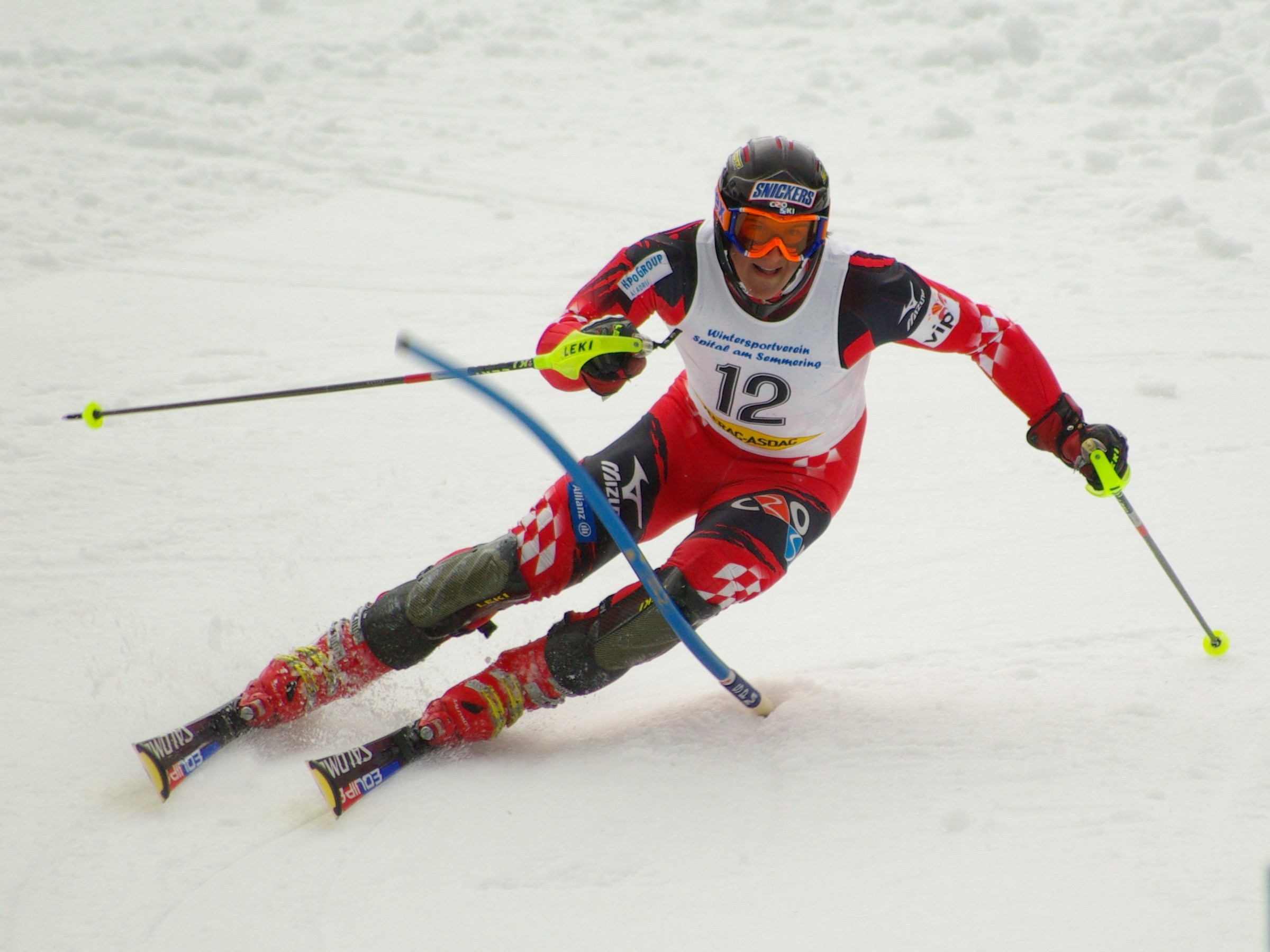
Esempio di competizione

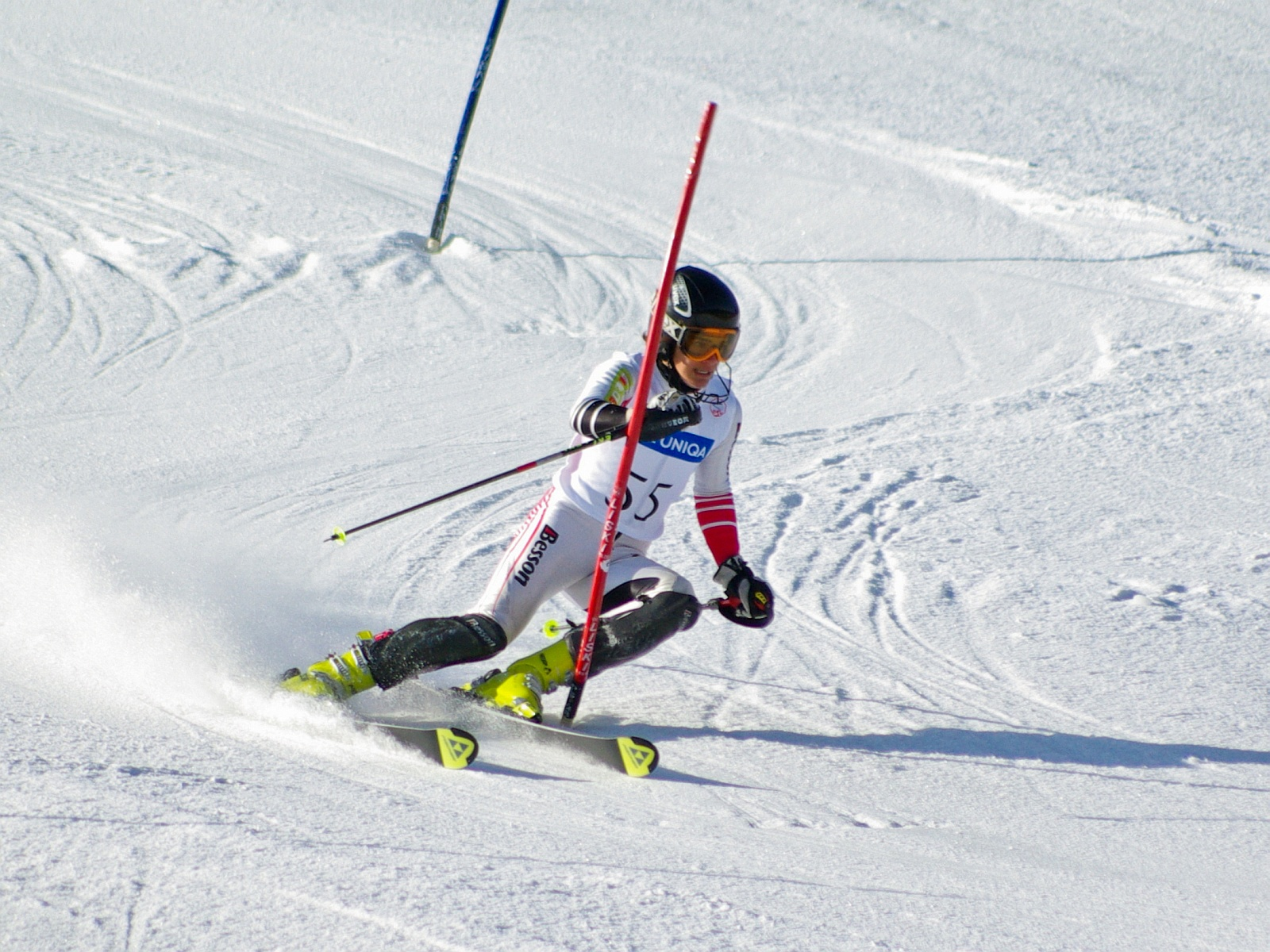
Altro esempio

Il termine "slalom" deriva dalla parola slalåm del dialetto norvegese della contea di Telemark, composta da sla ("leggero pendio") e låm ("pista dopo sci").
Il detentore della Coppa del Mondo di slalom speciale è il norvegese Henrik Kristoffersen, mentre la detentrice è la slovacca Petra Vlhova. Il Campione del Mondo in carica è il norvegese Sebastian Foss Solevåg, mentre la Campionessa è l'austriaca Katharina Liensberger. Il Campione olimpico in carica è il francese Clement Noel, mentre la Campionessa è la slovacca Petra Vlhova.

## Descrizione
Tipicamente una gara di slalom speciale si svolge in due manche, e risulta vincitore lo sciatore che ha realizzato il tempo complessivo minore sulle due prove, senza saltare nessuna porta. Dalla stagione 2002/2003 a quella 2005/2006 sono stati disputati degli speciali nella formula K.O. slalom.
Nella coppa del mondo FIS per lo slalom l'ordine di partenza viene determinato nel seguente modo:
- nella prima manche per i migliori 15 atleti (determinati secondo il loro punteggio ottenuto negli ultimi dodici mesi nella specialità) viene effettuato un sorteggio; per i restanti si segue l'ordine determinato dal loro punteggio;
- nella seconda manche viene invertito l'ordine di arrivo della prima: quindi il 30º classificato partirà per primo e il 1º classificato per ultimo.

Storicamente, lo slalom speciale e la discesa libera sono le discipline più antiche dello sci alpino moderno. Gare di slalom e di discesa si disputano fin dalla prima edizione del Mondiali di sci alpino nel 1931, e fanno parte del programma olimpico dalla Olimpiade Invernale del 1948. L'aggettivo "speciale" (usato solo in italiano) fu aggiunto a partire dagli anni 1950, quando venne introdotta la nuova disciplina dello slalom gigante. La Coppa del Mondo di slalom speciale è stata istituita nella stagione 1966/1967, quando la FIS ha creato il circuito della Coppa del Mondo di sci alpino.
Nello slalom le curve hanno un raggio molto più stretto rispetto al gigante. La distanza tra le porte varia tra gli 8 e i 12 metri in verticale e 2/3 metri in orizzontale.
Le porte sono segnalate da due pali singoli, alternativamente di colore rosso e blu, privi di bandierine (un tempo erano corredati di bandierine triangolari dello stesso colore del palo). Visti gli spazi ristretti tra le porte, la linea ideale da seguire in uno slalom speciale passa molto vicino al palo.
Dalla stagione 2015/2016 il palo che in pratica non veniva abbattuto dall'atleta (ovvero quello lontano dalla traiettoria ideale da percorrere) non viene più posizionato; restano i due pali a contraddistinguere la porta da slalom per quanto riguarda le figure verticali (doppie, triple, quadruple). Si utilizzano pali snodati che vengono abbattuti con i bastoncini e con le gambe. Per questo vengono usate protezioni apposite per mani, gambe e viso.
Nel tentativo di aumentare la sicurezza, dalla stagione 2003/2004 la FIS ha aumentato i limiti minimi di lunghezza degli sci nelle gare di slalom speciale: 165 cm per gli uomini (era 155 cm), 155 cm per le donne (era 150 cm) ed ha reso obbligatorio il casco anche per questa specialità dalla stagione 2006/2007.
Tipico errore degli atleti nello slalom speciale è l'"inforcata" dei paletti, ovvero il passaggio di uno sci all'interno del paletto anziché all'esterno, cosa che costa l'eliminazione diretta dalla gara.

### Piste da slalom speciale famose
- Canalone Miramonti (3-Tre)
- Chuenisbärgli
- Ganslern
- Gudiberg
- La Verte des Houches
- Lauberhorn (pista sciistica)
- Levi Black
- Loipl
- Männlichen/Jungfrau
- Planai (pista sciistica)
- Podkoren
- Schlossberg (pista sciistica)